# Трускавецька вулиця (Київ)
Трускаве́цька ву́лиця — вулиця в Дарницькому районі м. Києва, в межах селищах Осокорки. Пролягає від Зарічної та Іжкарської вулиці до кінця забудови. Має чимало бічних відгалужень.

## Історія
Трускавецька вулиця виникла в середині XX століття під назвою Нова. Сучасна назва — з 1955 року.